# 磁器口古镇
磁器口古镇，原名瓷器口镇、白崖鎮、白岩场镇、龙隐镇，位于重庆市沙坪坝区，比邻嘉陵江。自明、清时期以来磁器口一直是重要的水陆码头，为嘉陵江下游物资集散地。
磁器口是重庆主城区内少有的能领略老重庆风味的地方，被稱爲「小重慶」。靠近码头处，有原国民政府主席林森题词的「小重庆碑」。

## 歷史
磁器口古镇最早叫“白岩场”或「白崖鎮」，因建在白崖山上的白崖寺（也叫白岩寺）而得名。明朝建文帝朱允炆被其四叔朱棣篡位后，逃出皇宫流落巴蜀时，曾在白崖寺隐匿达四、五年之久。因此，后来世人又将宝轮寺易名龙隐寺，所在白岩场也改称龙隐镇。
磁器口是沙磁文化发源之地，清朝时候龙隐镇一带陶瓷业的发展，瓷器在很长一段时间里成为龙隐镇的主要产业。后来，就将龙隐镇改名为“瓷器口”。因“瓷”、“磁”同音，镇名被讹传为“磁器口”，并从此固定下来。
抗战时聚集了郭沫若、徐悲鸿、丰子恺、傅抱石、巴金、冰心等文化名人。

## 現狀

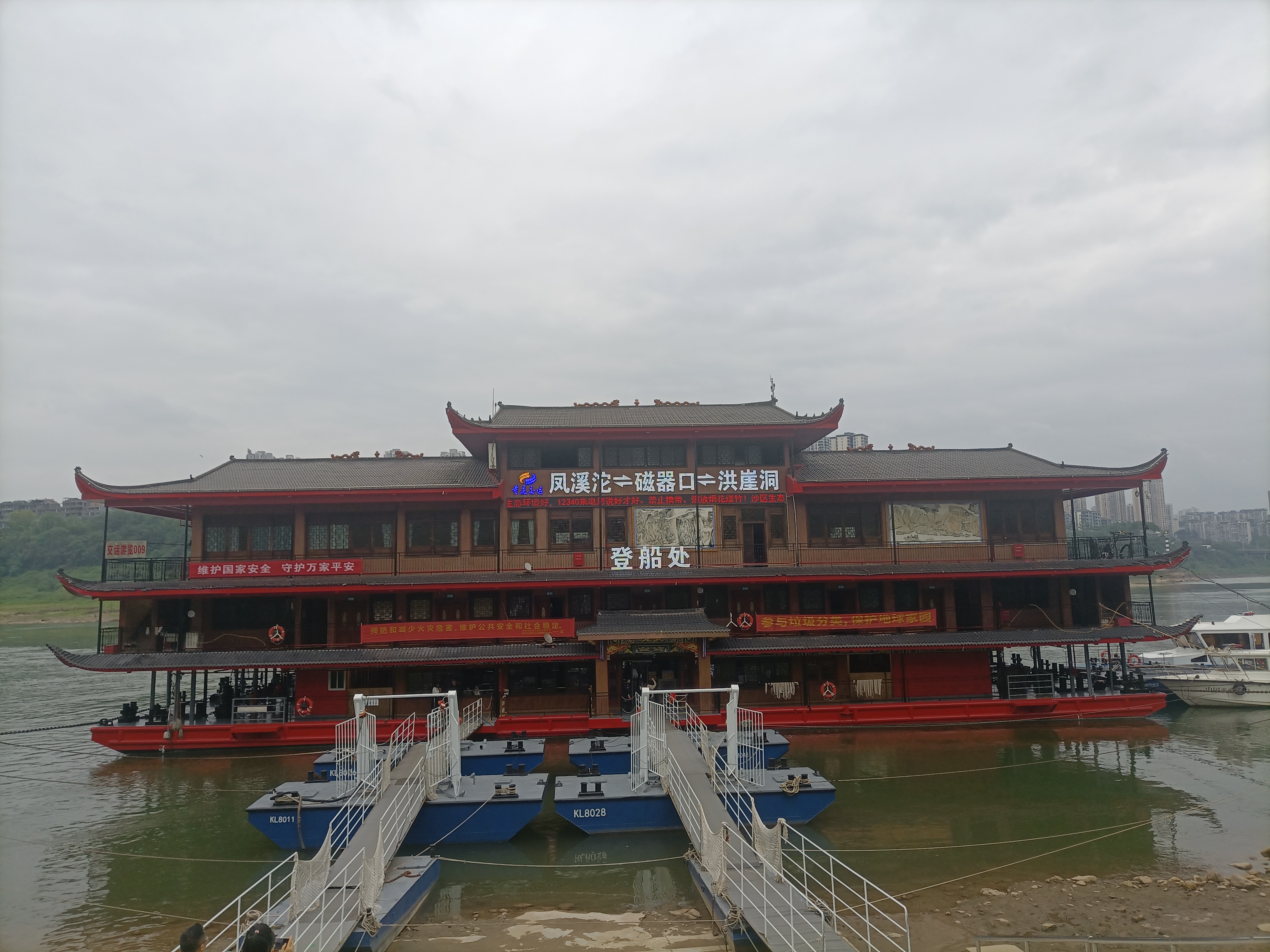
磁器口客运码头登船处2024年

磁器口現已成为重庆市的一个著名景区。内有特色小吃陈麻花、古镇鸡杂、毛血旺等。共有12条街巷，街道大多是明清建筑风格，街道由石板铺成，沿街店铺林立。古鎮素有「九宮十八廟」之說，磁器口也有寶輪寺、雲頂寺、复元寺、文昌宫、翰林院、深水井、巴渝民居官等景区。
2014年8月4日，磁器口古建筑群被公布为第三批沙坪坝区文物保护单位，包括金蓉桥、仁寿桥、幸福街7号民居、幸福街21号民居、幸福街39号民居、幸福街55号民居、宝善宫、文昌宫寨门、钟家院、架高来石刻。

## 画廊

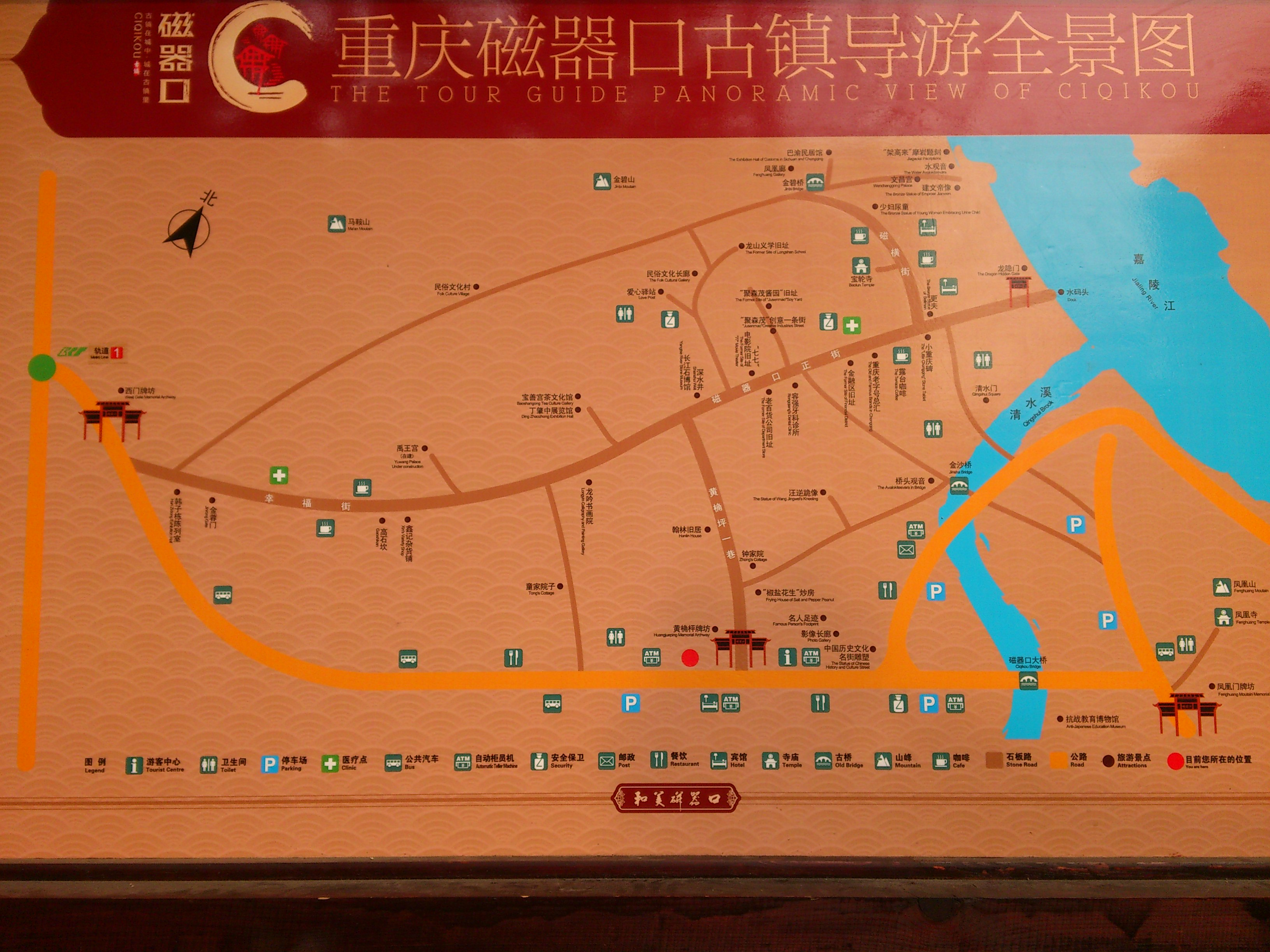
磁器口古镇入口处导示图
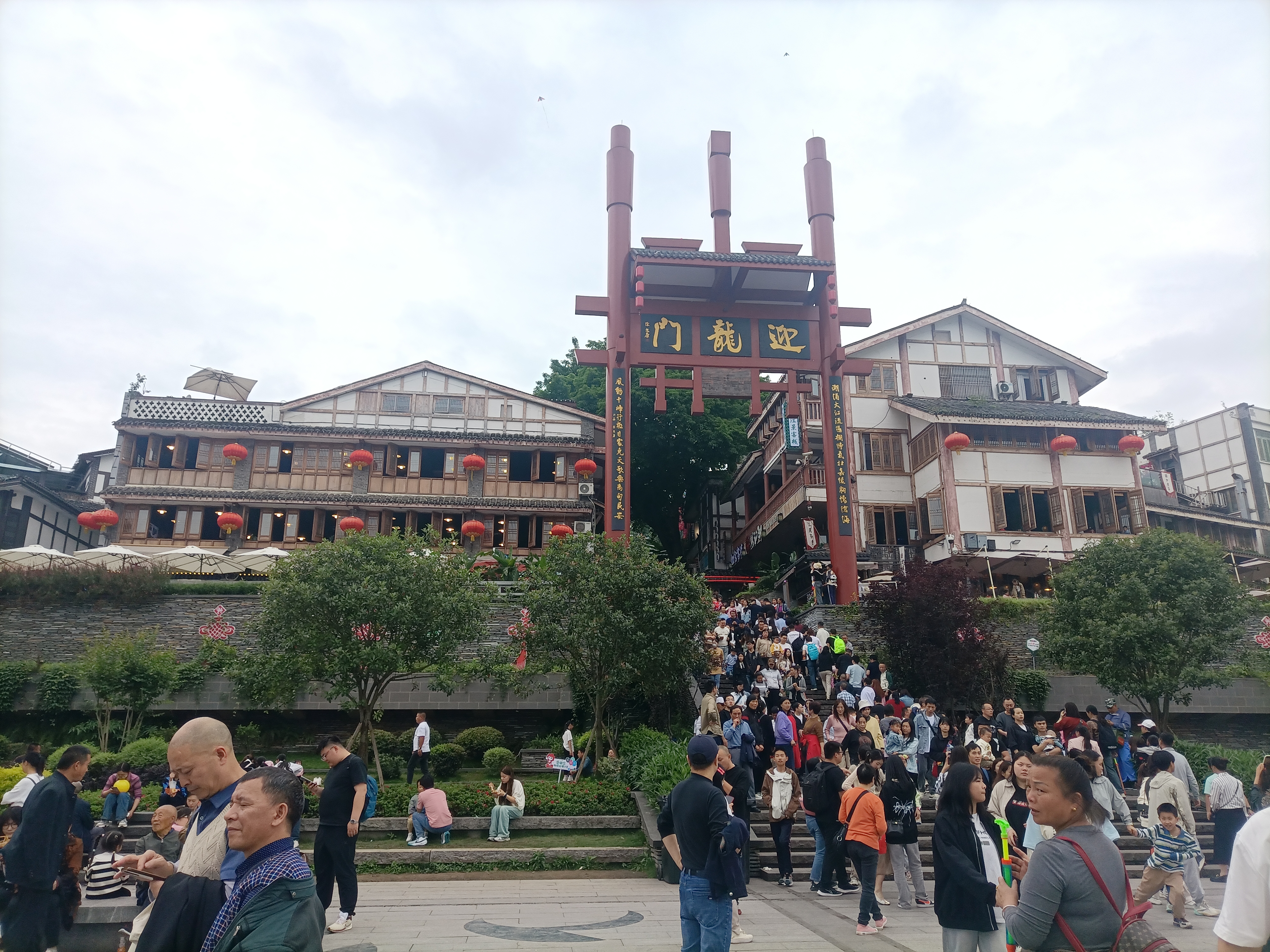
磁器口古镇-迎龙门
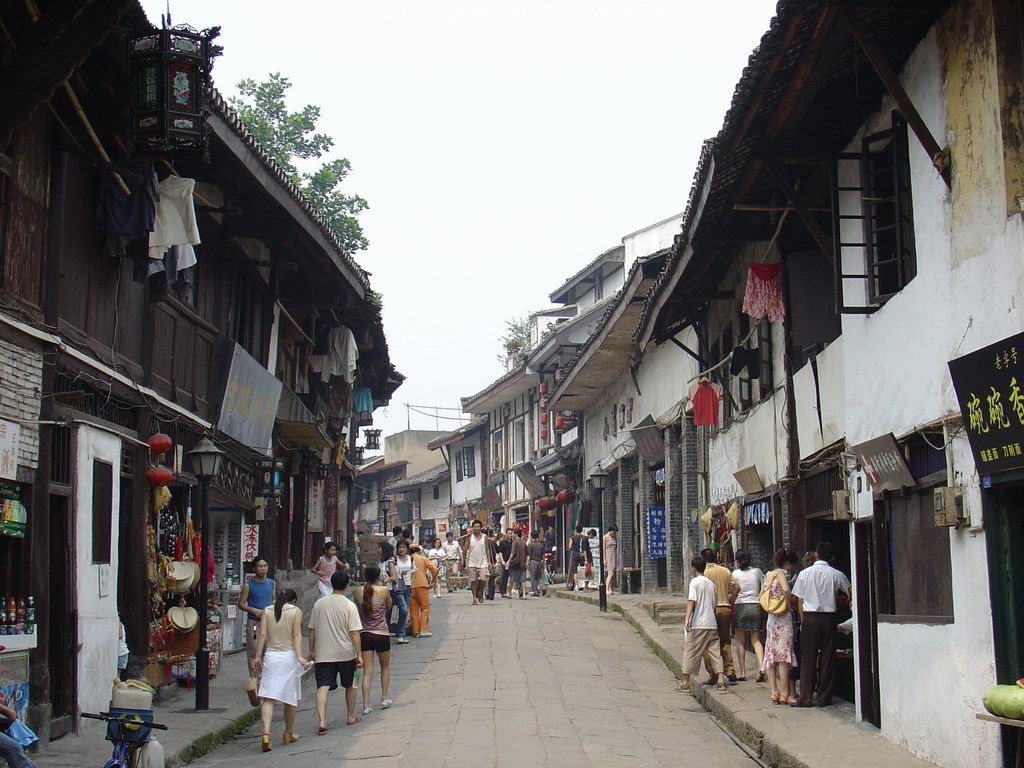
磁器口的街道
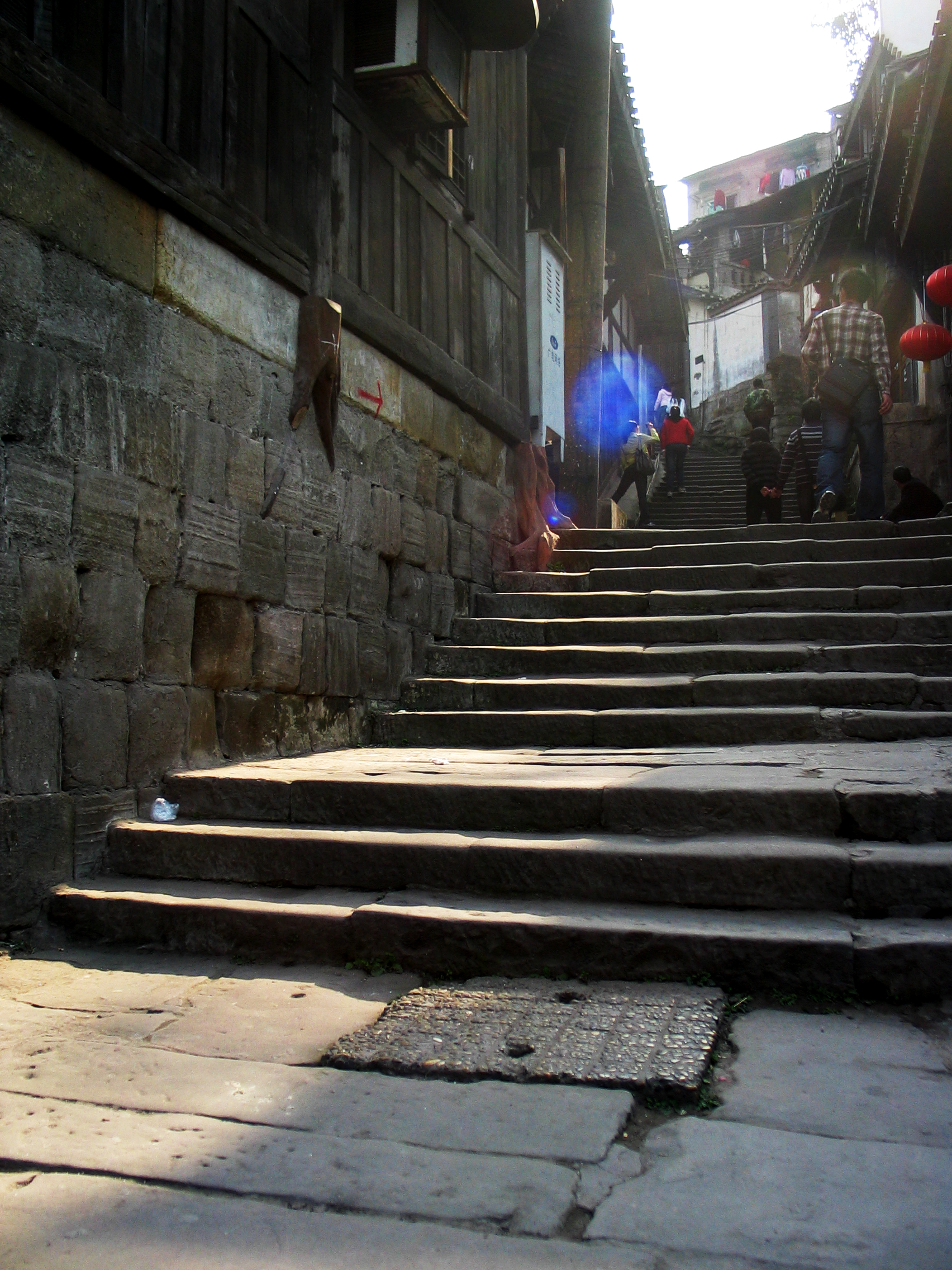
磁器口老街
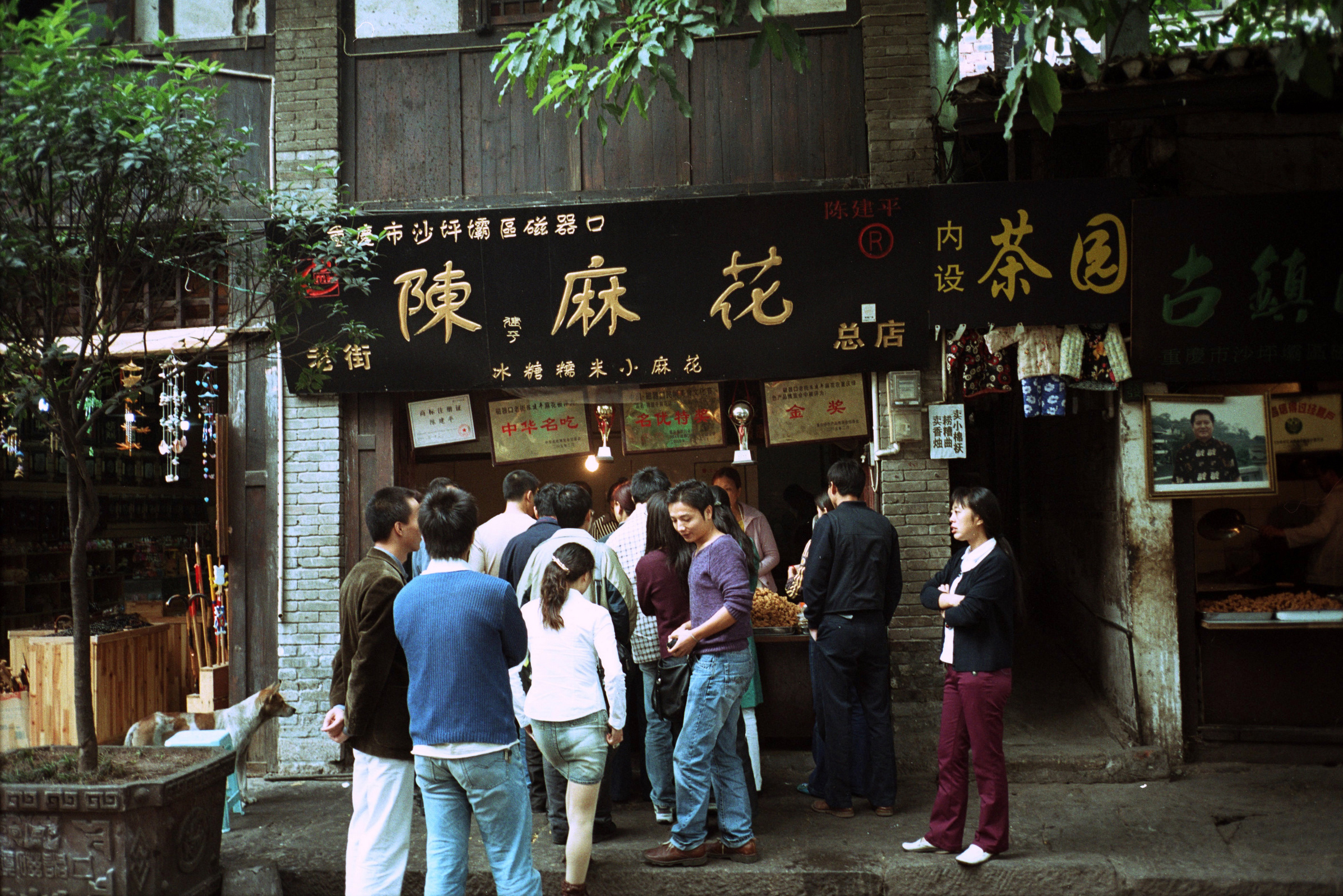
陈麻花
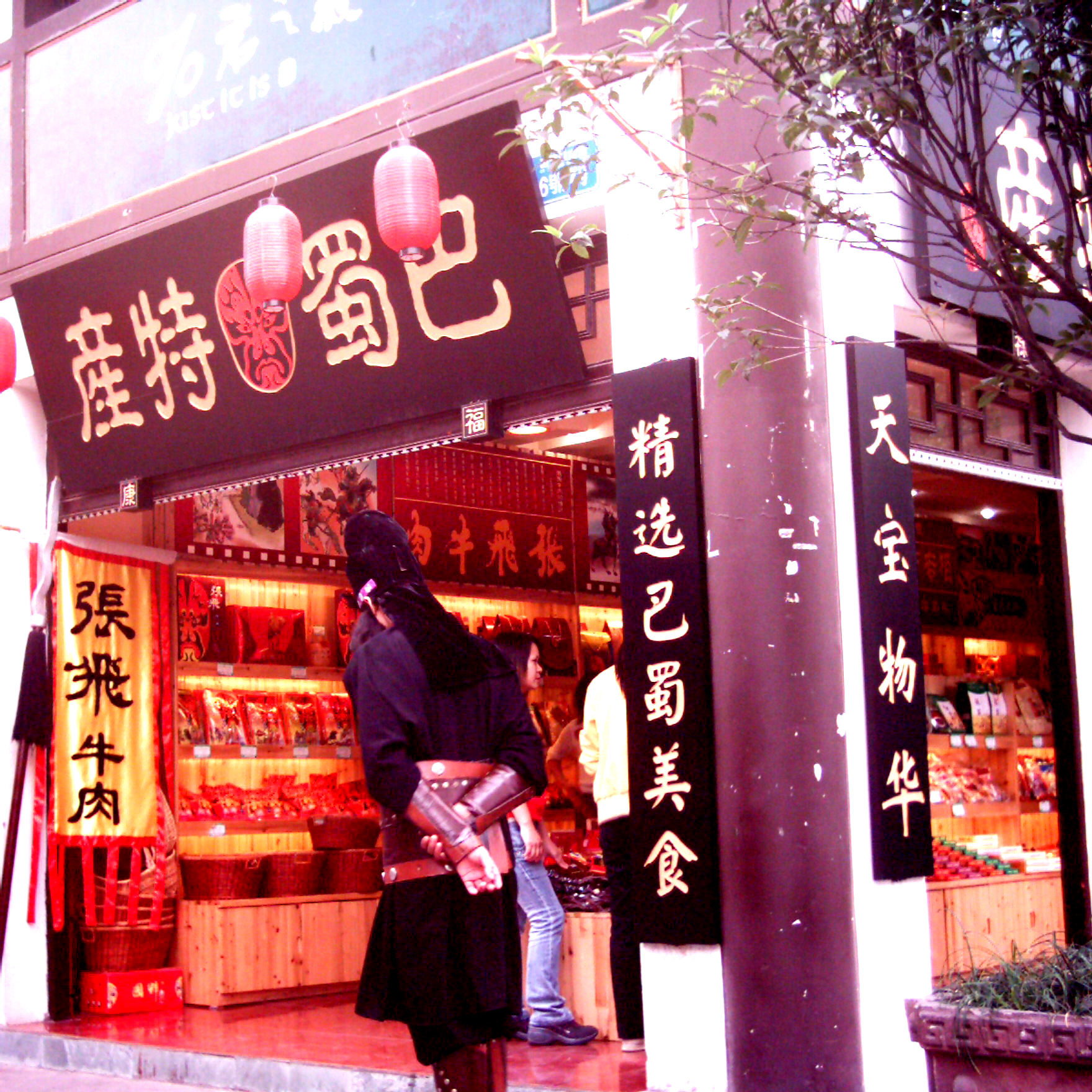
磁器口张飞牛肉
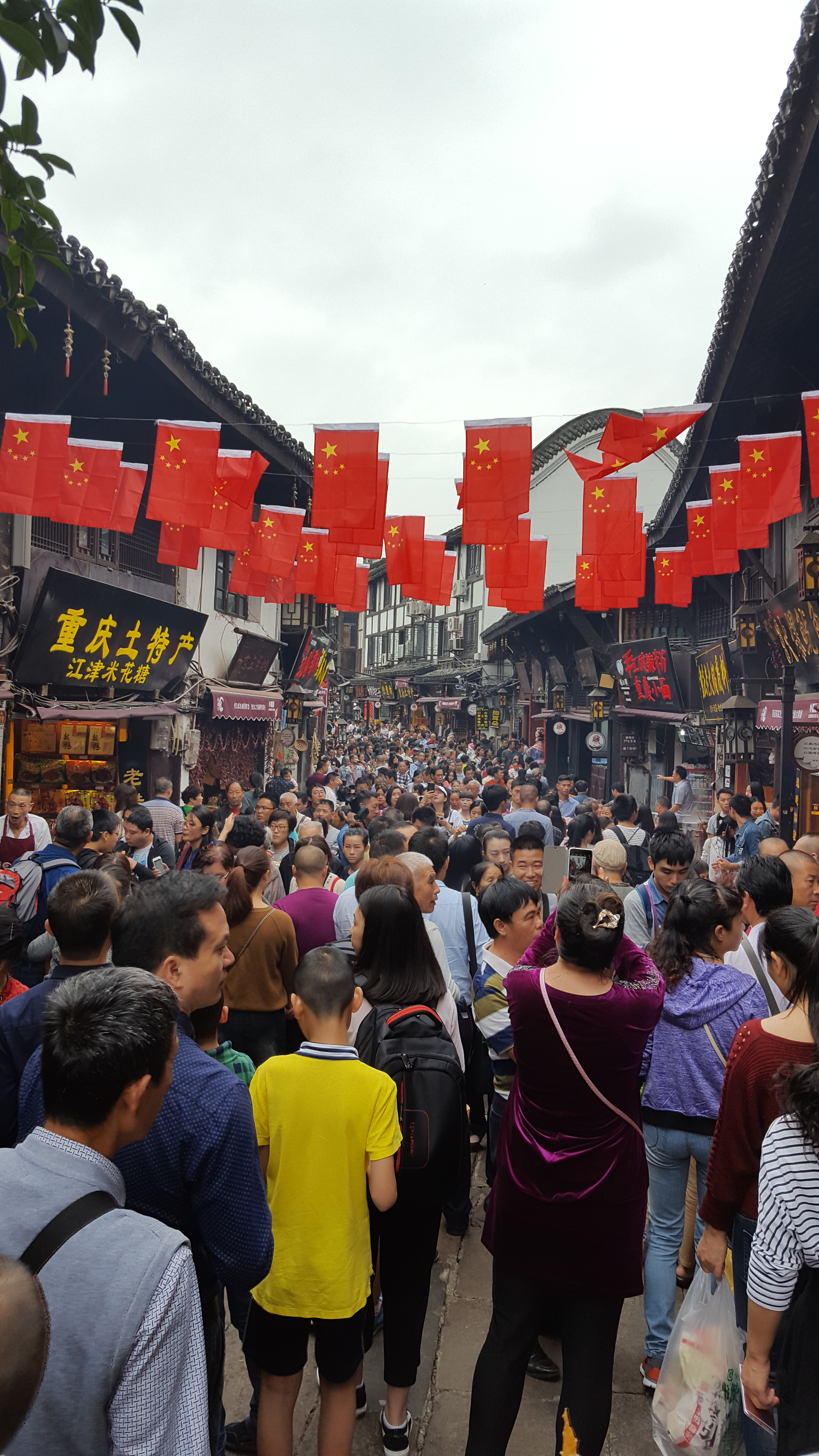
人头攒动的磁器口街道
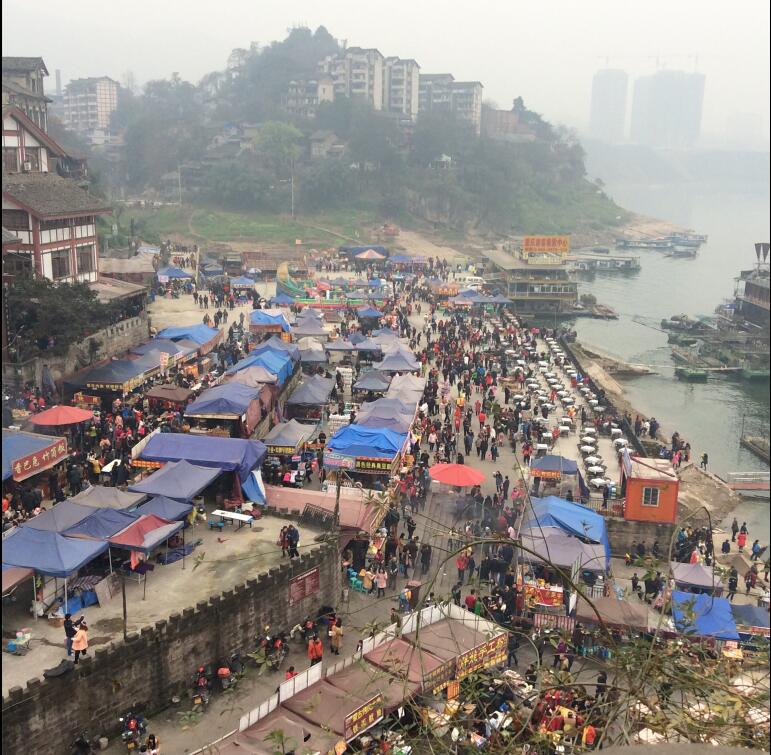
人头攒动的磁器口
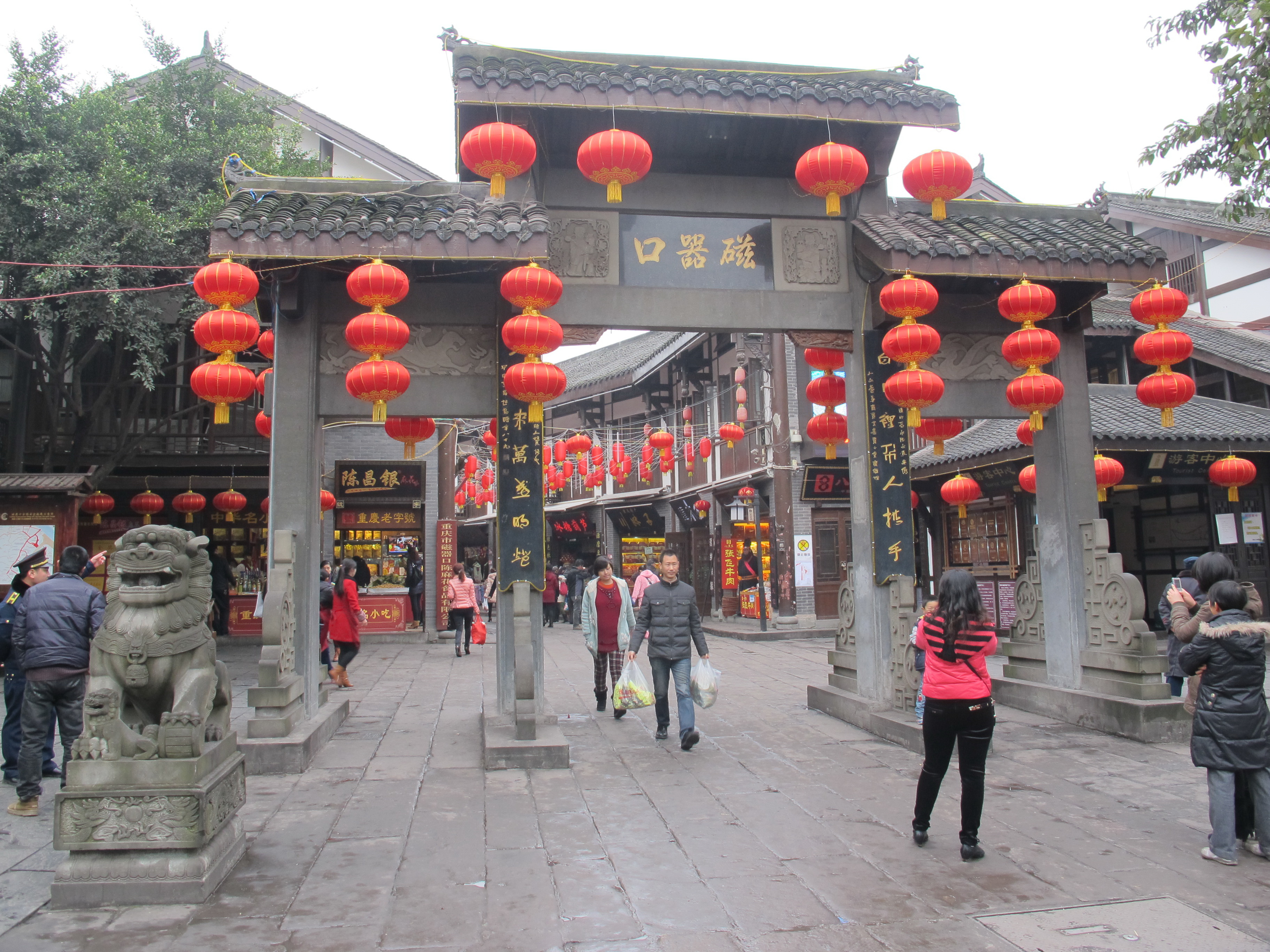
春节期间的磁器口古镇